# Mecili Hilarià
Mecili Hilarià (en llatí Mecilius Hilarianus o Mechilius o Mecilianus) va ser un magistrat romà del segle iv.
És mencionat repetidament pel Còdex Teodosianus. Tenia el càrrec de Corrector Lucaniae et Bruttiorum sota Constantí I el Gran, l'any 316, i més tard va ser procònsol d'Àfrica l'any 324, cònsol junt amb Pacatià l'any 332, i prefecte del pretori (segons Gothofredus, praefectus urbi sc. Romae) sota els fills de Constantí l'any 339. Un Hilarià apareix també al Còdex l'any 341 sense menció del càrrec que ocupa, que probablement és aquest Mecili Hilarià, però un Hilari o Hilarià praefectus urbi el 393 i praefectus praetorio el 396 és una persona diferent. Potser és l'Hilari que menciona Símmac.